# Impasse Suez
L'impasse Suez est une voie située dans le quartier du Père-Lachaise du 20e arrondissement de Paris.

## Situation et accès
L'impasse Suez est desservie à proximité par la ligne 2 à la station Alexandre Dumas.

## Origine du nom
Elle porte ce nom en souvenir du percement de l'isthme de Suez. 

## Historique
Cette voie, ouverte sous sa dénomination actuelle en 1889, commençait alors rue de Lesseps. Une partie a été supprimée par la construction d'un groupe scolaire.